# Au pays des colons
Pour les articles homonymes, voir Colon.
Pour plus de détails, voir Fiche technique et Distribution.
Au pays des colons (en anglais : The Great Resistance) est un film documentaire québécois en couleur réalisé par Denys Desjardins entre 1998 et 2007, et sorti en 2007.

## Synopsis
Revisitant l’héritage du cinéma québécois tourné en Abitibi, marchant entre autres dans les traces du cinéaste Pierre Perrault, ce film raconte un chapitre significatif de l’histoire du Québec et nous entraîne dans l'arrière-pays pour mieux y découvrir l'exploitation de ressources naturelles qui s'effectue au détriment des paysans. 
Au cœur de la crise économique des années 1930, les gouvernements du Québec et du Canada organisent le transport et l'installation de plus de 80 000 colons pour fonder un pays neuf sur les territoires vierges de l’Abitibi. Plusieurs colons quitteront par la suite ces terres afin de trouver du travail en ville ou être engagés par les grandes compagnies venues exploiter les ressources naturelles de la région. 
Refusant d’abandonner le territoire, une famille de colons persiste à vivre de l’agriculture en dépit des contraintes de la mondialisation et du contrôle du territoire par les compagnies minières et forestières. À travers la résistance de Hauris Lalancette et de sa famille, ce film soulève des questions fondamentales sur le sort des régions et le sens de l’appartenance à une terre.

## Fiche technique
- Titre : Au pays des colons
- Réalisation et caméraman : Denys Desjardins
- Production : Johanne Bergeron et Yves Bisaillon / Office national du film du Canada
- Scénario : Denys Desjardins
- Montage : Elric Robichon et Vincent Guignard
- Musique : Simon Bellefleur
- Photo : Denys Desjardins
- Langue : français
- Récompense : finaliste au Prix Jutra 2008, meilleur documentaire québécois

## Distribution
- Hauris Lalancette
- Dany Lalancette
- Laurie Lalancette
- Monique Lalancette
- Chrystiane Lalancette
- Raphaël Lalancette
- Camille Lalancette
- André Desjardins

## Distinction

### Nominations
- 2008 : Prix Jutra du meilleur documentaire québécois